# Howick (Northumberland)
Howick – wieś w Anglii, w hrabstwie Northumberland. Leży 53 km na północ od miasta Newcastle upon Tyne i 449 km na północ od Londynu.